# Air up
Die air Up GmbH ist ein Hersteller von Wassertrinksystemen mit verschiedenen Düften und hat ihren Sitz in München, Deutschland. Das Unternehmen ist das erste, welches ein Trinksystem mit Geschmack entwickelt hat, das auf Düften basiert.
Im Jahr 2022 erzielte air up einen Umsatz von 156,8 Millionen Euro und beschäftigte 296 Mitarbeiter.

## Geschichte

### Gründung und Anfänge
Air up wurde im Jahr 2018 von Fabian Schlang, Tim Jäger, Lena Jüngst, Simon Nüesch und Jannis Koppitz gegründet, und basierte auf einer Idee, die im Jahr 2016 während der Produktdesign-Studien von Jüngst und Jäger entstand. Ihr Ziel war es, eine Option für Wasser mit Geschmack ohne zugesetzten Zucker zu entwickeln.
Innerhalb der ersten sechs Wochen nach der Gründung verkaufte das Unternehmen 80.000 Trinksysteme über Online-Marktplätze und den stationären Einzelhandel.

### Expansion
Im Jahr 2019 begann das Unternehmen, die Trinksysteme über einen eigenen Online-Handel zu verkaufen.
Anschließend expandierte es in den europäischen Markt, einschließlich Österreich, der Schweiz, den Niederlanden, Frankreich, Belgien, Großbritannien, Italien und Schweden. Im Jahr 2022 trat air up in den US-Markt ein und brachte im selben Jahr elf neue Geschmacksrichtungen auf den Markt.
Im Laufe der Jahre akquirierte das Unternehmen über 60 Millionen Euro durch verschiedene Finanzierungsrunden und erhielt Investitionen von dem Getränkeunternehmen PepsiCo sowie dem Risikokapitalgeber Frank Thelen. Im Geschäftsjahr 2022 berichtete air up von einem Umsatzanstieg von 75 %, womit sich der Umsatz auf etwa 160 Millionen Euro belief.

### Jüngere Entwicklungen
Zwischen 2022 und 2024 investierte air up über 20 Millionen Euro in Produktionsverbesserungen. Um die Nachhaltigkeit der Produktionspraktiken zu verbessern, verlagerte das Unternehmen die Trinksystemproduktion von China nach Europa: Die Tritan-Trinksysteme werden in Österreich produziert, während die Duft-Pods in den Niederlanden hergestellt werden.
Im Jahr 2023 wurden über 10.000 verkaufte gefälschte air up-Produkte registriert. Dies führte zu erheblichen Umsatzverlusten für das Unternehmen – über 10 Millionen Euro –, durch Kunden, die sich für diese günstigeren Nachahmungen anstelle des Originalprodukts entschieden.
Bis Anfang 2024 hatte air up über 5 Millionen Trinksysteme verkauft und innerhalb von drei Jahren eine Verzehnfachung des Umsatzes erreicht.

## Produkt und Technologie
Das Kernprinzip hinter air up ist die retronasale Olfaktion, ein Prozess, bei dem Düfte durch die Nasenhöhle wahrgenommen werden, während Luft eingeatmet wird, was die Geschmackswahrnehmung hervorruft. Durch die Nutzung dieses biologischen Mechanismus erweckt air up den Eindruck, aromatisiertes Wasser zu trinken, ohne tatsächliche Aromen, Zucker oder Zusatzstoffe in die Flüssigkeit einzubringen.
Die air-up-Trinksysteme bestehen aus langlebigem, BPA-freiem Kunststoff oder alternativ aus Stahl. Die Größe der Kunststoffflaschen reicht von 600 ml bis 850 ml. Die Trinksysteme verfügen über einen integrierten Strohhalm, der den Luftstrom durch die Duft-Pods leitet, während die Nutzer trinken, sodass die Aromen die olfaktorischen Rezeptoren erreichen.
Die Duft-Pods sind kleine, austauschbare Kartuschen, die sich oben auf dem Trinksystem befinden. Jeder Pod enthält Aromen aus pflanzlichen Zutaten und kann mehrere Liter Wasser aromatisieren. Die Pods bestehen aus recycelbaren Materialien und sind in verschiedenen Geschmacksrichtungen erhältlich.

## Rezeption
Im Januar 2022 schrieb Daniel Böniger in Der Bund, dass die Trinksysteme von air up zu einem „Must-have für Teenager“ geworden seien, stellte jedoch den Preis der Flaschen infrage. Jelmer Luimstra analysierte 2023 in Business Insider Nederland, dass die Kosten für die Pods pro Liter im Durchschnitt niedriger sind als die Kosten für die gleiche Menge an Sprudel- oder aromatisierten Getränken, die im Supermarkt gekauft werden. Allerdings sparen Kunden nur über einen längeren Zeitraum Geld aufgrund der hohen Anschaffungskosten der Trinksysteme. Luimstra bemerkte auch, dass die Geschmacksintensität zwischen den Pods variiere.
Katharina Koerth schrieb im April 2022 in Der Spiegel, dass air up eine der erfolgreichsten Startup-Marken in Deutschland sei. Bei Recherchen zu den Praktiken des Unternehmens stellte Koerth jedoch fest, dass die Website behauptete, die Duft-Pods seien aus recycelten Materialien hergestellt, was sich bei näherer Untersuchung als unwahr herausstellte. Das Management des Unternehmens erklärte, dass die Pods nicht aus recycelten Materialien, sondern aus recycelbaren Materialien bestehen. Der Fehler auf der Website wurde anerkannt und die Formulierung kurz darauf geändert. Zoe Wood von The Guardian vermutete im Mai 2024, dass air up „Kinder von zuckerhaltigen Getränken fernhalten könnte“.
In einem Artikel vom Oktober 2024 zitierte Elisabeth Gerstendorfer im Kurier Klaus Dürrschmid vom Institut für Lebensmittelwissenschaften in Wien. Er sagte, dass air up nur „lebensmitteltaugliche Aromen“ verwende, die „keine toxikologische Gefahr“ darstellen und den gesetzlichen Standards entsprechen, die für die Lebensmittel- und Getränkeindustrie gelten. Max Skowronek von Business Insider schrieb im November 2024, dass es air up gelungen sei, innerhalb weniger Jahre „von einem kleinen Start-up zu einem erfolgreichen Unternehmen zu wachsen“.

## Auszeichnungen (Auswahl)
- 2021: 1. Platz im Start-up-Brand-Ranking für die erfolgreichsten Startup-Marken des Jahres, vergeben von der Werbeagentur Jung von Matt.[25]
- 2023: 3. Platz im Start-up-Brand-Ranking für die erfolgreichsten Startup-Marken des Jahres, vergeben von der Werbeagentur Jung von Matt.[26]
- 2024: German Brand Award in der Kategorie „Start-up des Jahres“.[27]
- 2024: iF Product Design Award für das Design des Scentaste-Trinksystems.[28]
- 2024: Game-Changer-Award in der Kategorie „Rising Star“, verliehen von einer Jury aus Managern und Wissenschaftlern.[15][29]
- 2025: iF Product Design Award für das Design des Scentaste-Trinksystems „air up Click“.[30]